# Zoropsis albertisi
Zoropsis albertisi är en spindelart som beskrevs av Pietro Pavesi 1880. Zoropsis albertisi ingår i släktet Zoropsis och familjen Zoropsidae.
Artens utbredningsområde är Tunisien. Inga underarter finns listade i Catalogue of Life.